# Комплекс „Парк Буковичка бања”
Комплекс „Парк Буковичка бања” је парк у Аранђеловцу који представља непокретно културно добро као просторна културно-историјска целина, одлуком СО Аранђеловац бр.06-16/89-01 од 27. јануара 1998. године.

## Објекти у парку
Комплекс парк се простире на површини од 21,5hа. Поред извора минералне воде: „Ђулара”, „Талпара”, „Књаз Михајло” и „Победа” унутар парка се налазе и други вредни објекти:
- Зграда хотела „Старо здање”
- Павиљон Књаз Милош
- Зграда хотела „Шумадија”
- Зграда РХ Завода „Буковичка бања” са отвореним и затвореним купатилом.[3]
- Зидана капија испред улаза у „Старо здање”
- Збирка од 64 скулптуре настале у периоду од 1960-1987. године, а које су наведене у списку уз одлуку о проглашењу.

## Пројектовање парка
Идеју о подизању парка покренуо је у 19. веку, Емилијан Јосимовић, инжењер и први српски урбаниста. Земљиште за Парк Буковичке бање купљено је 1849. године, када су и почели радови, засађено дрвеће, уређен извор и купатило „Талпара”. Приближно данашњи изглед Парк добија 1856. године, и из тог периода потиче и топло купатило „ Ђулара“. За време владавине Кнеза Михајла Обреновића, Буковичка бања постаје једно од најбоље уређених балнеотуристичких насеља. Најбоља бања у Србији, остаје све до пред Први светски рат.
Своје садашње контуре парк је добио у периоду 1900-1905. године. Алеја борова и дрворед кестенова је из тог периода. Најзначајнију промену бања и парк су претрпели 30-их година 20. века, када је бања била под управом Штедионице дунавске бановине. Током 1933/1934. године преуређени су Старо здање, Ново здање и Парк, који је из основа био реконструисан по плановима инж. А. Крстића. Поред прекрасних цветних алеја и бројних врста ретког дрвећа, у парку се налази стална поставка мермерних скулптура, најпознатијих наших и светских аутора. У 1935. години отворен је извор термалне воде. Тада је каптиран и извор „Кубршница” за аранђеловачки водовод.